# Consiliul Economic și Social al Națiunilor Unite

Consiliul Economic și Social (ECOSOC) al Organizației Națiunilor Unite este un grup de țări membre ale ONU, membre ale Adunării Generale care promovează cooperarea și dezvoltarea economică și socială internațională. ECOSOC are 54 de membri, care sunt aleși de Adunarea Generală a Națiunilor Unite pentru un termen de trei ani. Presedintele este ales pentru un termen de un an dintre puterile mici și mijlocii reprezentate în ECOSOC. ECOSOC se întrunește o dată pe an, în luna iulie pentru o perioadă de patru săptămâni.

## Președintele actual
Actualul președinte al ECOSOC este Ambasadorul Sylvie Lucas () din Luxemburg. Președintele este ales pentru un termen de un an dintre puterile mici sau mijlocii reprezentate în ECOSOC.

## Membrii
Consiliul are 54 de state membre, care sunt aleși de către Adunarea Generală a Națiunilor Unite pentru un cumul de trei ani. Locurile în Consiliului se bazează pe reprezentare geografică, cu paisprezece locuri alocate statelor africane, unsprezece la statele asiatice, șase pentru statele din Europa de Est, la zece la statele din America Latină și Caraibe, precum și treisprezece pentru Europa de Vest și alte state.
| State Africane (14)            | State Asiatice (11)   | State Est-Europene (6) | State Latino-Americane și din Caraibe (10) | Europa de Vest și alte State (13) |
| ------------------------------ | --------------------- | ---------------------- | ------------------------------------------ | --------------------------------- |
| Algeria (2009)                 | China (2010)          | Belarus (2009)         | Barbados (2009)                            | Austria (2008)                    |
| Angola (2008)                  | Indonezia (2009)      | Estonia (2011)         | Bolivia (2009)                             | Canada (2009)                     |
| Benin (2008)                   | Irak (2009)           | Moldova (2010)         | Brazilia (2010)                            | Marea Britanie (2008)             |
| Camerun (2010)                 | Japonia (2011)        | Polonia (2010)         | Cuba (2008)                                | Franța (2011)                     |
| Republica Capului Verde (2009) | Malaezia (2010)       | România (2009)         | San Salvador (2009)                        | Grecia (2011)                     |
| Congo (2010)                   | Pakistan (2010)       | Federația Rusă (2010)  | Guiana (2008)                              | Islanda (2010)                    |
| Guineea-Bissau (2011)          | Filipine (2009)       |                        | Haiti (2008)                               | Liechtenstein (2011)              |
| Madagascar (2008)              | Coreea de Sud (2010)  |                        | Paraguai (2008)                            | Luxemburg (2009)                  |
| Malawi (2009)                  | Arabia Saudită (2008) |                        | Sfânta Lucia (2010)                        | Olanda (2009)                     |
| Mauritania (2008)              | Sri Lanka (2008)      |                        | Uruguay (2010)                             | Noua Zeelandă (2010)              |
| Mozambic (2010)                | Kazakhstan (2009)     |                        |                                            | Portugalia (2011)                 |
| Niger (2010)                   |                       |                        |                                            | Suedia (2009)                     |
| Somalia (2009)                 |                       |                        |                                            | Statele Unite ale Americii (2009) |
| Sudan (2009)                   |                       |                        |                                            |                                   |

## Comisii
- Comisia ONU pentru Dezvoltare Socială
- Comisia ONU pentru Drepturile Omului (UNCHR) : desființată în 2006, înlocuită cu Consiliul pentru Drepturile Omului al Națiunilor Unite (UNHRC), un organism al Adunării Generale.
- Comisia cu privire la stupefiante  Arhivat în 12 noiembrie 2007, la Wayback Machine.
- Comisie de prevenire a criminalității și Justiția penală [nefuncțională]
- Comisiei privind știința și tehnologia pentru Dezvoltare (CSTD)
- Comisiei privind dezvoltarea durabilă (CSD)
- Comisiei cu privire la statutul femeilor a ONU (ONU CSW)
- Comisia pentru Populație și Dezvoltare
- Comisia de Statistici a ONU  Arhivat în 15 august 2015, la Wayback Machine.
- Forumul Pădurilor a ONU

## Comisii regionale
Comisia Economică a Națiunilor Unite pentru Europa (ECE) 
Comisia Economică a Națiunilor Unite pentru Africa (ECA) 
Comisia Economică a Națiunilor Unite pentru America Latină și Caraibe (ECLAC) 
Comisia Economică și Socială a ONU pentru Asia si Pacific (ESCAP) 
Comisia Economică și Socială a ONU pentru Asia de Vest (ESCWA)